# 范存忠
范存忠（1903年12月22日—1987年12月21日），字雪桥、雪樵，男，江苏崇明（今上海崇明）人，中国英语语言文学家。

## 生平
1917年入江苏太仓中学。1920年，转入交通部上海工业专门学校（次年改为交通大学上海分校）附中二年级，曾任学生会书记、《南洋周刊》主编。后升入大学部，学习工科。1924年，考入国立东南大学外国语言文学系，师从张士一、张歆海、黄仲苏、Alexander Brede等人，1926年因东大学潮提前毕业，获文学士学位。
1927年，赴美留学，1928年获伊利诺大学文学硕士学位。1928年夏，入芝加哥大学，学习英国古典文学暑期课程，习于R.S. Crane。1928年秋，入哈佛大学英国语言文学系，师从Fred Robinson，Irving Babbitt，John Livingston Lowes，Bliss Perry，G. L. Kittredge等人，1931年，以论文《中国文化在启蒙时期的英国》，获哲学博士学位。在美期间，除学英语、法语外，尚习德语、拉丁语、古法语、古德语、哥德语等。
1931年回国，至1987年辞世，一直执教于中央大学、南京大学，凡五十六载。曾讲授写作、小说、散文、诗歌、文学史、语言史、英国史、翻译和专题研究等课程。历任中央大学外国语言文学系系主任、文学院院长，1956年任南京大学副校长，并曾任图书馆馆长、文科学术委员会主任、文科学报编委会主任。
1944年，赴英国牛津大学讲学一年，系统介绍中国古代哲学、政治、经济、文化、艺术对西方的影响。1956年高等教育部实行教授级别遴选，为中国英语文学界唯一的一级教授。

## 社会兼职
曾任国立中央大学校友会名誉会长、中国英国史研究会名誉会长。